# Hymenomima anaisaria
Hymenomima anaisaria là một loài bướm đêm trong họ Geometridae.